# Liu Jia
Pour les articles homonymes, voir Liu.
Liu Jia (chinois:刘佳, née le 16 février 1982 à Pékin) est une joueuse de tennis de table née chinoise mais qui représente désormais l'Autriche tout comme Weixing Chen.
Elle a participé aux Jeux olympiques d'été de 2008, pour atteindre le troisième tour de la compétition en simple.
Elle a également participé à la compétition par équipes.
Elle a été championne d'Europe en 2005, année où elle a aussi remporté le Top 12 européen de tennis de table.
Elle est vice-championne d'Europe en simple en 2010, battue par la lituanienne Rūta Paškauskienė en finale.
Elle est la porte-drapeau de la délégation autrichienne aux Jeux olympiques d'été de 2016 à Rio de Janeiro.